# Матвеева радость
«Матве́ева ра́дость» — советский художественный фильм 1985 года режиссёра Ирины Поплавской.

## Сюжет
Фильм снят по пpоизведениям Б. В. Шеpгина. Он посвящён русским корабелам и мореходам, строителям храмов, домов и кораблей — всем терпеливым талантам, которые остались безымянными. Действие начинается в конце XIX века на Русском Севере у Белого моря. Матвей Корельский, двенадцатилетний сирота, попадает учеником к знаменитому мастеру-корабелу Тектону. Он примечает его способности и берёт к себе в артель. Учась плотницкому делу, Матвей копит деньги, мечтая быть кормщиком на собственном корабле.

## Критика
Фильм удостоился положительных отзывов за натурные съёмки на берегах Мезени и на Соловецких островах и за достоверность этнографических деталей.

## В ролях
| Актёр                | Роль               |
| -------------------- | ------------------ |
| Регимантас Адомайтис | Тектон             |
| Борис Галкин         | Матвей             |
| Николай Трофимов     | Зубов              |
| Наталья Егорова      | Мария              |
| Василий Кривун       | Матвей (в детстве) |
| Майя Булгакова       | Самохвалиха        |
| Геннадий Фролов      | рядник             |
| Владимир Земляникин  | Шариков            |
| Александра Данилова  | хозяйка дома       |
| Валерий Носик        | сапожник           |
| Вадим Курков         | Личутин            |
| Альгирдас Латенас    | Василь             |
| Сергей Павлов        | Олаф               |
| Александр Лебедев    | писарь             |
| Иван Данилов         | Устьян Бородатый   |
| Виктор Крючков       | Губин              |
| Михаил Брылкин       | Евграф             |
| Андрей Щукин         | дядя Кузьма        |
| Геннадий Подшивалов  | Пенда              |